# Lightning Network
Протоколът Lightning Network е втори слой на разплащателния протокол на биткойн, който създава бързи трансакции без очакване за потвърждаване. Идеята е на Джозеф Πун и Тадж Дрия.
Включени са 36 активни възела, които поддържат мрежата за мигновени трансакции. Първата трансакция е осъществена през септември 2017 г. Платежните канали се създават между двама потребители, като трансакциите са безплатни, тъй като не се записват в блокчейн веригата. Записва се само крайният резултат от взаимните разплащания. Заплаща се само първата трансакция, която отваря канала. Протоколът LN гарантира 100% сигурност на сделката, тъй като изпращачът извършва и условно задължение за връщане. В блокчейна на биткойна се записва единствено подписаната от двете страни трансакция.
Lіghtnіng Network ce внедрява и в ĸриптовалутата Litecoin. Протоколът може да замени функциите на криптоборсите.